# Hannibal Moltrecht
Hannibal Moltrecht (* 21. Oktober 1812 in Leipzig; † 28. Mai 1882 in Hamburg) war ein deutscher Techniker und Fabrikant.

## Leben
Hannibal Moltrecht kam als Kind mit seiner Mutter, die in zweiter Ehe mit dem Schriftsteller Leonhard Wächter verheiratet war, nach Hamburg. Er absolvierte eine technische Ausbildung in der Werkstatt von Johann Georg Repsold. Nach seiner Lehre betrieb er seine Weiterbildung in verschiedenen Werkstätten, darunter die von Steinheil in München. Er gründete später eine Maschinenfabrik, die unter H. Moltrecht & Co. firmierte.
Gemeinsam mit Spritzenmeister Adolf Repsold war Moltrecht im Mai 1842 an den Löscharbeiten beim Hamburger Brand beteiligt. 1862 fuhr er im Auftrag der General-Feuer-Kassa, die zu der Zeit für die Feuerbekämpfung in Hamburg zuständig war, nach England, um sich über dampfbetriebene Feuerspritzen zu informieren. Nach seiner Rückkehr konstruierte und baute er eine Dampfspritze, die er am 29. Dezember 1863 vorführte. Die Feuerkasse kaufte die Maschine, die später auch auf Ausstellungen gezeigt wurde.
Moltrecht gehörte der Hamburger Konstituante an. Er war von 1859 bis 1862 und von 1868 bis 1874 Mitglied der Hamburgischen Bürgerschaft.
Der Moltrechtweg in Hamburg-Alsterdorf wurde nach ihm benannt.

## Ämter
Neben seiner Mitgliedschaft in der Hamburgischen Bürgerschaft (1859–1862 und 1868–1874) hatte Moltrecht weitere Ämter inne:
- 1846 Vorsitz der technischen Sektion der Patriotischen Gesellschaft
- 1846–1851 Mitglied der Bibliothekskommission der Patriotischen Gesellschaft
- 1858 Ernennung zum Unterspritzenmeister
- 1871 Beförderung zum Spritzenmeister. Im Amt bis zur Einführung der Hamburger Berufsfeuerwehr am 12. November 1872
- 1871–1880 Gemeindeverordneter der Kirche St. Katharinen
- ab 1875 beeidigter Sachverständiger der Gewerbekammer
- ab 1876 beeidigter Sachverständiger der Handelskammer für eiserne Schiffe und Maschinen